# Ejido Lote Ocho
Ejido Lote Ocho är en ort i Mexiko.   Den ligger i kommunen Jiménez och delstaten Chihuahua, i den centrala delen av landet, 1 000 km nordväst om huvudstaden Mexico City. Ejido Lote Ocho ligger 1 339 meter över havet och antalet invånare är 106.
Terrängen runt Ejido Lote Ocho är platt åt sydväst, men åt nordost är den kuperad. Runt Ejido Lote Ocho är det mycket glesbefolkat, med 3 invånare per kvadratkilometer. Närmaste större samhälle är José Mariano Jiménez, 18,3 km sydväst om Ejido Lote Ocho. Omgivningarna runt Ejido Lote Ocho är i huvudsak ett öppet busklandskap.